# Kadelburger Lauffen-Wutachmündung
Das Gebiet Kadelburger Lauffen-Wutachmündung ist ein vom Regierungspräsidium Freiburg am 9. März 1993 durch Verordnung ausgewiesenes Natur- und Landschaftsschutzgebiet auf dem Gebiet der Stadt Waldshut-Tiengen und der Gemeinde Küssaberg.

## Lage
Das Schutzgebiet liegt am Hochrhein zwischen Küssaberg und Schmittenau und umfasst neben dem Rhein und der Wutach unterhalb der Fußgängerbrücke an der Landesstraße 161 auch die überwiegend landwirtschaftlich genutzten Auenflächen. Die Abgrenzung entspricht ungefähr der Überflutungsfläche bei 100-jährigem Hochwasser.

## Schutzzweck
Wesentlicher Schutzzweck des Naturschutzgebietes ist laut Schutzgebietsverordnung „die Erhaltung des naturhaften Hochrheinabschnittes mit dem Kadelburger Lauffen und der Wutachmündung einschließlich der Ufer als geologisch und landschaftsgeschichtlich bedeutsame Erscheinung, als Bereich vielfältiger Lebensgemeinschaften mit teilweise stark gefährdeten Arten, als Brut- , Durchzugs- und Überwinterungshabitat verschiedener, teilweise gefährdeter Vogelarten [und] als Naturraum von besonderer Eigenart und Schönheit.“
Wesentlicher Schutzzweck des Landschaftsschutzgebietes ist die Sicherung des Naturschutzgebietes.

## Zusammenhängende Schutzgebiete
Rheinaufwärts wird das Schutzgebiet durch das Landschaftsschutzgebiet Hochrhein-Klettgau fortgesetzt. Es überschneidet sich zudem mit dem FFH-Gebiet Hochrhein östl. Waldshut und liegt im Naturpark Südschwarzwald.